# Nicola II di Lorena
Nicola Francesco (Nancy, 6 dicembre 1609 – Nancy, 25 gennaio 1670) fu duca di Lorena dal 1634 al 1661, quando abdicò in favore del fratello maggiore.

## Biografia
Nicola era il figlio minore del Duca Francesco II di Lorena, e non fu mai intenzionato a succedere al trono di Lorena, venendo perciò destinato alla carriera ecclesiastica. Egli divenne coadiutore del Vescovo di Toul nel 1619 e gli succedette nel 1624, ma non ricevette mai gli ordini sacri. Egli compì gli studi all'Università di Pont-à-Mousson, (1622—1629) dove acquisì il dottorato in filosofia e teologia. Ritornò laureato a Nancy nel giugno del 1629. La tesi che preparò sul sacramento della penitenza venne pubblicata in Olanda nel 1627 con una dedica al Papa Urbano VIII. Dopo la promozione al cardinalato, ricevette lezioni private da due sacerdoti gesuiti.
Nicola venne nominato abate commendatario — con un feudo lucrativo — di numerose abbazie e venne utilizzato in molte ambascerie per conto del fratello, Carlo IV e per Luigi XIII di Francia.
Egli venne creato cardinale il 19 gennaio 1626 ma venne riservato in pectore e la sua elezione non venne pubblicata sino al 30 agosto 1627. Egli non ricevette mai la porpora e la diaconia cardinalizia. Quando nel 1634 il fratello Carlo venne pressato affinché concedesse il trono a lui, e Nicola stesso divenne Duca di Lorena, egli scrisse ad Urbano VIII, il 4 marzo 1634, per rassegnare le sue dimissioni dal cardinalato e per avere il permesso di sposare la cugina Claudia Francesca di Lorena, seconda figlia di Enrico I di Lorena, il 17-18 febbraio.
L'8 marzo 1634, il papa lo dichiarò in nullo e sacris ordinis constitutum, privandolo del cardinalato e dell'amministrazione della diocesi di Toul. Nel concistoro del 22 marzo 1634, il papa diede la notizia ai cardinali.
Nel 1661 abdicò al trono, nuovamente in favore del fratello, Carlo IV di Lorena.

## Discendenza
Sposò sua cugina Claudia Francesca di Lorena che morì di parto
- Ferdinando Filippo, Principe Ereditario di Lorena, suo jure Duca di Bar (1639-1659);
- Carlo Leopoldo, Duca di Lorena (1643-1690), sposò Eleonora d'Austria con figli;
- Anna Eleanora di Lorena (1645 – 1648) morì nell'infanzia;
- Anna Maria Teresa di Lorena (1648 – 1661), badessa di Remiremont;
- Maria Anna di Lorena (nata il 30 luglio 1648, data di morte sconosciuta).

## Ascendenza
|                              |                                 |                               | Genitori                        |  |  | Nonni |  |  | Bisnonni              |  |  | Trisnonni         |  |
|                              |                                 |                               |                                 |  |  |       |  |  | Francesco I di Lorena |  |  | Antonio di Lorena |  |
|                              |                                 |                               |                                 |  |  |       |  |  | Francesco I di Lorena |  |  | Antonio di Lorena |  |
|                              |                                 | Renata di Borbone-Montpensier |                                 |  |  |       |  |  | Francesco I di Lorena |  |  |                   |  |
| Carlo III di Lorena          |                                 |                               |                                 |  |  |       |  |  | Francesco I di Lorena |  |  |                   |  |
|                              |                                 | Cristina di Danimarca         | Cristiano II di Danimarca       |  |  |       |  |  |                       |  |  |                   |  |
|                              |                                 | Cristina di Danimarca         | Cristiano II di Danimarca       |  |  |       |  |  |                       |  |  |                   |  |
|                              |                                 | Cristina di Danimarca         | Isabella d'Asburgo              |  |  |       |  |  |                       |  |  |                   |  |
| Francesco II di Lorena       |                                 | Cristina di Danimarca         |                                 |  |  |       |  |  |                       |  |  |                   |  |
|                              |                                 | Enrico II di Francia          | Francesco I di Francia          |  |  |       |  |  |                       |  |  |                   |  |
|                              |                                 | Enrico II di Francia          | Francesco I di Francia          |  |  |       |  |  |                       |  |  |                   |  |
|                              |                                 | Enrico II di Francia          | Claudia di Francia              |  |  |       |  |  |                       |  |  |                   |  |
| Claudia di Valois            |                                 | Enrico II di Francia          |                                 |  |  |       |  |  |                       |  |  |                   |  |
|                              |                                 | Caterina de' Medici           | Lorenzo di Piero de' Medici     |  |  |       |  |  |                       |  |  |                   |  |
|                              |                                 | Caterina de' Medici           | Lorenzo di Piero de' Medici     |  |  |       |  |  |                       |  |  |                   |  |
|                              |                                 | Caterina de' Medici           | Maddalena de La Tour d'Auvergne |  |  |       |  |  |                       |  |  |                   |  |
| Nicolas-François de Lorraine |                                 | Caterina de' Medici           |                                 |  |  |       |  |  |                       |  |  |                   |  |
|                              | Johann VII von Salm-Badenweiler | Johann VI von Salm-Obersalm   |                                 |  |  |       |  |  |                       |  |  |                   |  |
|                              | Johann VII von Salm-Badenweiler | Johann VI von Salm-Obersalm   |                                 |  |  |       |  |  |                       |  |  |                   |  |
|                              | Johann VII von Salm-Badenweiler | Anne d'Haraucourt             |                                 |  |  |       |  |  |                       |  |  |                   |  |
| Paul van Salm-Badenweiler    | Johann VII von Salm-Badenweiler |                               |                                 |  |  |       |  |  |                       |  |  |                   |  |
|                              |                                 | Claude Louise de Stainville   | Louis de Stainville             |  |  |       |  |  |                       |  |  |                   |  |
|                              |                                 | Claude Louise de Stainville   | Louis de Stainville             |  |  |       |  |  |                       |  |  |                   |  |
|                              |                                 | Claude Louise de Stainville   | Odette Luillier de Manicamp     |  |  |       |  |  |                       |  |  |                   |  |
| Cristina di Salm             |                                 | Claude Louise de Stainville   |                                 |  |  |       |  |  |                       |  |  |                   |  |
|                              |                                 | Tanneguy Le Venneur           | Jean II Le Venneur              |  |  |       |  |  |                       |  |  |                   |  |
|                              |                                 | Tanneguy Le Venneur           | Jean II Le Venneur              |  |  |       |  |  |                       |  |  |                   |  |
|                              |                                 | Tanneguy Le Venneur           | Catherine de Montejean          |  |  |       |  |  |                       |  |  |                   |  |
| Maria Le Veneur              |                                 | Tanneguy Le Venneur           |                                 |  |  |       |  |  |                       |  |  |                   |  |
|                              |                                 | Madeleine Hélie de Pompadour  | François Hélie de Pompadour     |  |  |       |  |  |                       |  |  |                   |  |
|                              |                                 | Madeleine Hélie de Pompadour  | François Hélie de Pompadour     |  |  |       |  |  |                       |  |  |                   |  |
|                              |                                 | Madeleine Hélie de Pompadour  | Isabeau Picart                  |  |  |       |  |  |                       |  |  |                   |  |
|                              |                                 | Madeleine Hélie de Pompadour  |                                 |  |  |       |  |  |                       |  |  |                   |  |